# Patriot Candrabagastadion
Het Patriot Candrabagastadion is een multifunctioneel stadion in Bekasi, een stad in Indonesië. Het stadion wordt vooral gebruikt voor voetbalwedstrijden, de voetbalclub Persipasi Bekasi maakt gebruik van dit stadion. In het stadion is plaats voor 30.000 toeschouwers. 
Het stadion werd geopend in 2014. Daarvoor was er een oud stadion met dezelfde naam, hier konden 10.000 toeschouwers in en werd gerenoveerd tot een nieuw, groter, stadion.

## Internationaal toernooi
In 2018 werd aangekondigd dat het stadion gebruikt zou worden voor een wedstrijd op het Zuidoost-Aziatisch kampioenschap voetbal 2018.

## Afbeelding

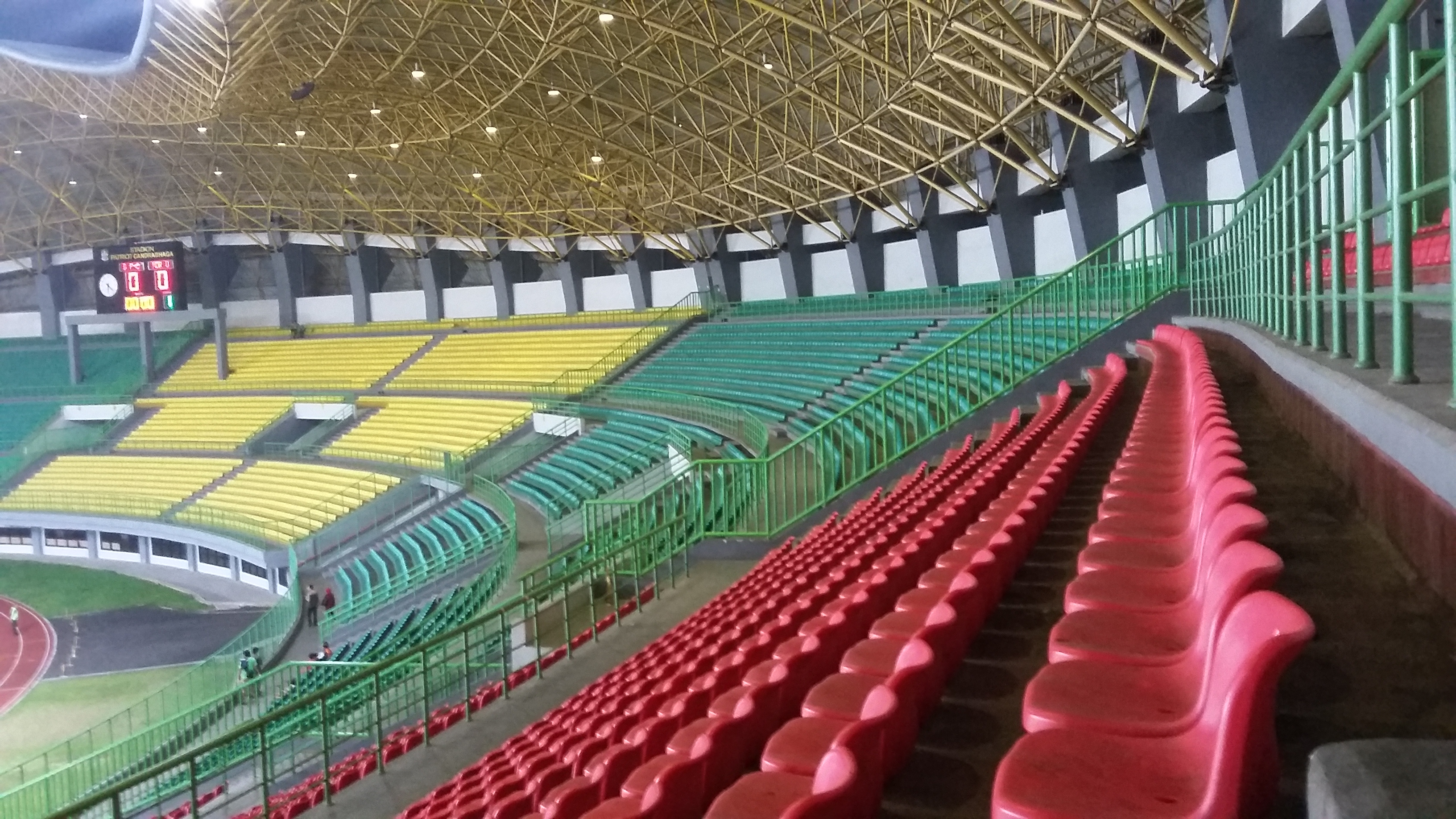
De tribune